# بابلو فرانسيس
بابلو فرانسيس (بالإسبانية: Pablo Frances)‏ هو لاعب كرة قدم أرجنتيني في مركز الهجوم، ولد في 29 سبتمبر 1982 في قرطبة في الأرجنتين. لعب مع برسيب باندونغ وكلوب ديسترويرس.

## وصلات خارجية
- بابلو فرانسيس على موقع قاعدة بيانات كرة القدم.إي يو (الإنجليزية)
- بابلو فرانسيس على موقع Soccerway.com (الإنجليزية)